# Canton de Saint-Junien-Est
Le canton de Saint-Junien-Est est un ancien canton français située dans le département de la Haute-Vienne et la région Nouvelle-Aquitaine.

## Géographie
Ce canton était organisé autour de Saint-Junien dans l'arrondissement de Rochechouart. Son altitude variait de 157 m (Saint-Junien) à 336 m (Javerdat) pour une altitude moyenne de 239 m.

## Histoire
Le canton a été créé par le décret n° 73-821 du 16 août 1973 divisant le canton de Saint-Junien.
Il est supprimé par le décret du 13 février 2014.

## Représentation
| Période | Période | Identité       | Étiquette    | Qualité |
| ------- | ------- | -------------- | ------------ | --- |
| 1973    | 2004    | Roland Mazoin  | PCF puis ADS | Gérant de coopérative agricole de production Maire de Saint-Junien (1965-2001) Député (1981-1986) Ancien conseiller général du Canton de Saint-Junien (1967-1973) |
| 2004    | 2011    | Jean Duchambon | PS           | Maire de Saint-Victurnien suppléant du député Daniel Boisserie (2007-2012)                                                                                        |
| 2011    | 2015    | Marc Riffaud   | PCF          | Ancien adjoint au maire de Saint-Junien |

## Composition
Le canton de Saint-Junien-Est regroupait 5 communes + une fraction et comptait 11 781 habitants au recensement de 2010.
| Communes               | Population (2012) | Code postal | Code Insee |
| ---------------------- | ----------------- | ----------- | ---------- |
| Javerdat               | 644               | 87520       | 87078      |
| Oradour-sur-Glane      | 2 246             | 87520       | 87110      |
| Saint-Brice-sur-Vienne | 1 565             | 87200       | 87140      |
| Saint-Junien           | 5 122             | 87200       | 87154      |
| Saint-Martin-de-Jussac | 518               | 87200       | 87164      |
| Saint-Victurnien       | 1 686             | 87420       | 87185      |

## Démographie
| 1962 | 1968 | 1975 | 1982 | 1990 | 1999   | 2006   | 2010   |
| ---- | ---- | ---- | ---- | ---- | ------ | ------ | ------ |
| -    | -    | -    | -    | -    | 10 482 | 11 360 | 11 781 |